# Lomatopodium platyphyllum
Lomatopodium platyphyllum är en flockblommig växtart som beskrevs av Alexander Gustav von Schrenk. Lomatopodium platyphyllum ingår i släktet Lomatopodium och familjen flockblommiga växter. Inga underarter finns listade i Catalogue of Life.